# Brad Maloney
Brad Maloney (Sydney, 19 de janeiro de 1972) é um ex-futebolista profissional australiano, atuava como volante.

## Carreira
Brad Maloney representou a Seleção Australiana de Futebol, nas Olimpíadas de 1992.